# Uechi-ryū
Uechi-ryū és un dels tres principals estils tradicionals del karate d'Okinawa. La seva particularitat prové de la forma en què es va transmetre des de la Xina a l'illa d'Okinawa al Japó de la mà del mestre Kanbun Uechi, i la seva família. El mestre va ser qui va aprendre els estils xinesos ancestrals del drac, el tigre i la grua de Chuan-fa/kung fu/wu-Shu amb els monjos xinesos, conservant fidelment tota la seva filosofia i la forma xinesa en les figures o kata de l'estil.
Generalment quan un estil creix i s'expandeix, comença el procés de degeneració dels conceptes principals per a la seva comprensió, perdent l'essència transmesa pel fundador. El karate uechi-ryu tampoc s'ha alliberat d'aquest fenomen després d'un segle d'existència. Encara que les seves arrels xineses estan millor preservades que en altres estils de karate i de kempo.